# Markus Anton

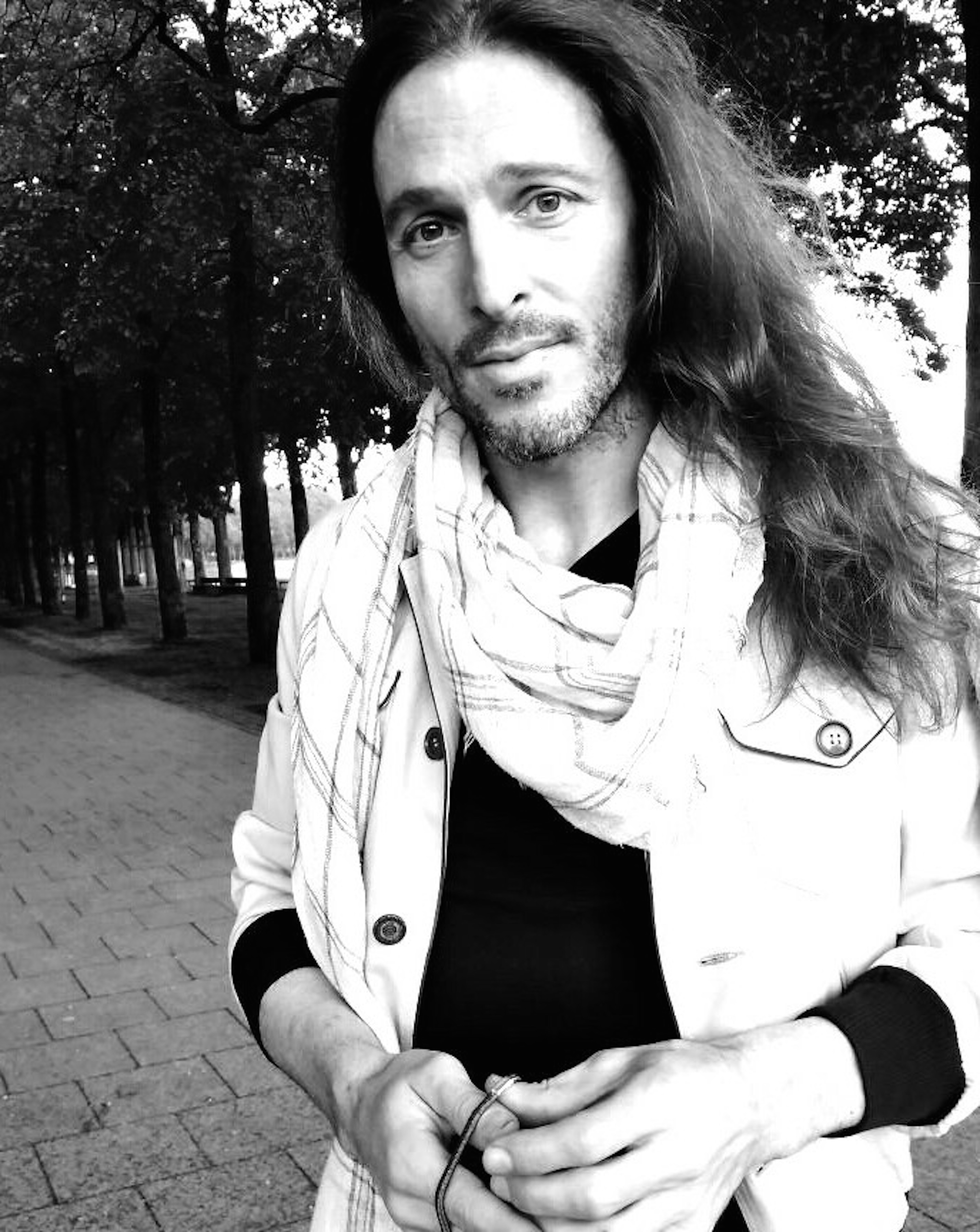
Markus Anton

Markus Anton, geboren als Markus Bachmeier (* 1976 in Geisenfeld) ist ein deutscher Schauspieler und Dichter.

## Leben
Markus Anton wurde 1976 in Geisenfeld geboren. Nachdem er die Hauptschule abgeschlossen hatte, arbeitete er als Drucker. Von März 1999 bis zum Sommer 2000 besuchte er das Münchner Schauspielstudio, machte nebenbei erste Bühnenerfahrungen in München, Mailand und Bern. 2015 stellte Markus Anton erstmals Auszüge seiner Gedichte im Rahmen des Trotzdem!-Kulturfestivals in München vor und veröffentlicht seither in der Online-Literaturzeitschrift „Das Prinzip der sparsamsten Erklärung“ (Parsimonie), des Weiteren in der Zeitschrift für Literatur und Kultur „Mosaik“. Markus Anton lebt in München.

## Filmografie
- 2003–2005: Lindenstraße
- 2005: Apollonia
- 2006: Mozart – Ich hätte München Ehre gemacht
- 2006: SOKO 5113 – Einer für Alle
- 2007: Familie Sonnenfeld
- 2007: Der Staatsanwalt – Hungrige Herzen
- 2007: Das zweite Leben
- 2007: Ein Fall für zwei – Reißleine
- 2008: Der Kaiser von Schexing
- 2008: SOKO 5113 – Schwelbrand
- 2008: Die Rosenheim-Cops – Der Tod kam von oben
- 2011: Dein größter Feind bist du
- 2012: Hu Äm Ei - Tell me who i am
- 2013: Aktenzeichen XY ungelöst (Juni)
- 2014: Die Chefin – Landlust
- 2015: Schwarzach 23 und die Hand des Todes
- 2016: Aktenzeichen XY ungelöst (Oktober)

## Theater
- 1999: Ja, da muss man sich doch einfach hinlegen, Regie: Bruno Hetzendorfer, Theater im Fraunhofer, München
- 2000: Hochzeitsreise, Regie: Florian Leitner, theater ... und so fort, München
- 2000: Pit-Bull, Regie: Brigitte Horn, Echtzeithalle, München
- 2000: Fragmente, Regie: Alberto Bertolotti, Teatro Greco, Mailand
- 2001: Gen Frankenstein, Regie: George Froscher, Neues Theater München
- 2001: Tätowierung, Regie: Veit Güssow, theater ... und so fort, München
- 2002: Die Tochter des Jägers, Regie: Markus Keller, Das Theater an der Effingerstrasse, Bern
- 2002: Gothic Now, Regie: George Froscher, Neues Theater München
- 2003: Die wundersame Schustersfrau, Regie: Martina Veh, Teamtheater, München
- 2015: Bezahlt wird immer, Regie: Nico Jilka, Schauspielmanufaktur, Nördlingen